# Église Saint-Martin de Prompsat
L'église Saint-Martin est une église catholique située à Prompsat, en France.

## Localisation
L'église est située dans le département français du Puy-de-Dôme, sur la commune de Prompsat, sur la partie la plus haute du village.

## Description
Des peintures murales ont été retrouvées en 2004.
Il subsiste des pierres tombales en lave de Volvic.

## Historique
L'église est fortifiée au XIVe siècle. Une chapelle seigneuriale est construite du côté sud. Le chœur est du XVIIe siècle (une pierre porte la date de 1679).
L'édifice est classé au titre des monuments historiques en 1930.